# اسرار تعطیلات (مجموعه تلویزیونی)
اسرار تعطیلات (به انگلیسی: Holiday Secrets) یک مجموعه تلویزیونی آلمانی محصول سال ۲۰۱۹ است که بازیگرانی چون کورینا هارفوش، کریستینه پاول و سونیا یونگ در آن به ایفای نقش پرداخته‌اند. داستان سریال در مورد توطئه‌ای است که توسط سه نسل از اعضای خانواده در محل تعطیلاتشان رخ می‌دهد؛ جایی که اسرار آرام آرام آشکار می‌شود و حقیقت برملا می‌شود.
این سریال در تاریخ ۲۰ نوامبر ۲۰۱۹ روی شبکه نتفلیکس پخش شد.

## پخش
اسرار تعطیلات در تاریخ ۲۰ نوامبر ۲۰۱۹ در شبکه اینترنتی نتفلیکس منتشر شد.